# بوبی‌سانان
بوبی‌سانان (نام علمی: Suliformes) راسته‌ای از پرندگان است که شامل چهار تیره می‌شود. نام این راسته برگرفته از واژه Sula گرفته شده است که نام سردهٔ بوبی‌ها است.
اعضای راسته بوبی‌سانان در گذشته متعلق به راسته پلیکان‌سانان تصور می‌شدند. با این حال پژوهش‌های جدید ثابت کرده‌اند که پلیکان‌سانان گروهی چندنیا هستند. چنین چیزی باعث شد که کنگره بین‌المللی پرنده‌شناسی پیشنهاد دهد تا راستهٔ جدید بوبی‌سانان از پلیکان‌سانان جدا شود.

## گونه‌ها
- سینه‌بادکنکان Fregatidae
  - سینه‌بادکنک باشکوه or Man O'War, Fregata magnificens
  - سینه‌بادکنک اسنشن، Fregata aquila
  - سینه‌بادکنک کریسمس، Fregata andrewsi
  - سینه‌بادکنک بزرگ، Fregata minor
  - سینه‌بادکنک کوچک، Fregata ariel
- بوبیانSulidae
  - بوبی پاسرخ، Sula sula
  - بوبی پاآبی، Sula nebouxii
  - بوبی نقاب‌دار، Sula dactylatra
  - بوبی پرویی، Sula variegata
  - بوبی قهوه‌ای، Sula leucogaster
  - بوبی ابوت، Papasula abbotti
  - بوبی نازکا، Sula granti
  - قنات شمالی، Morus bassanus
  - قنات دماغه، Morus capensis
  - قنات استرالزی، Morus serrator

- باکلانان Phalacrocoracidae

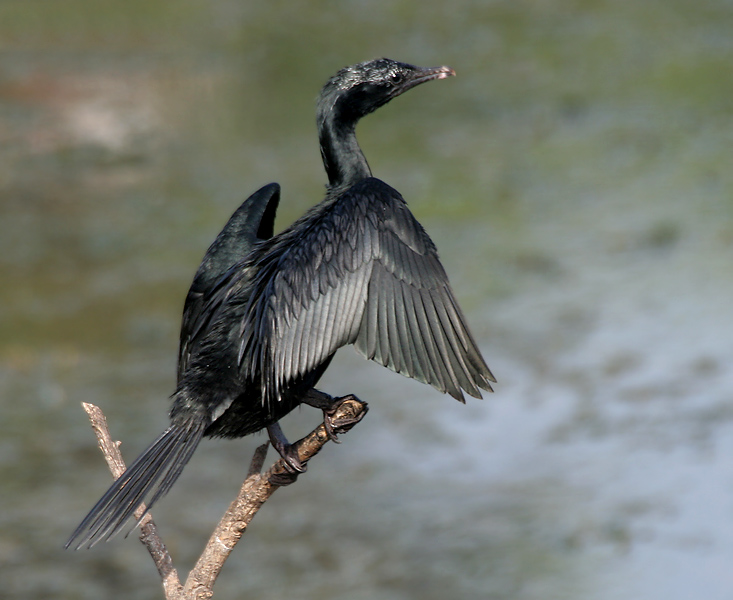
باکلان کوچک، Phalacrocorax niger

  - باکلان دوکاکل، Phalacrocorax auritus
  - باکلان نوگرمسیر، Phalacrocorax brasilianus (یا Phalacrocorax olivaceus)
  - باکلان سیاه کوچک، Phalacrocorax sulcirostris
  - باکلان بزرگ، Phalacrocorax carbo
  - باکلان سینه‌سفید، Phalacrocorax lucidus
  - باکلان هندی، Phalacrocorax fuscicollis
  - باکلان دماغه، Phalacrocorax capensis
  - باکلان گلوسیاه، Phalacrocorax nigrogularis
  - باکلان والبرگ یا باکلان کرانه،  Phalacrocorax neglectus
  - باکلان تمینک یا باکلان ژاپنی،  Phalacrocorax capillatus
  - باکلان برانت، Phalacrocorax penicillatus
  - باکلان پالاس، Phalacrocorax perspicillatus - منقرض (تقریباً در ۱۸۵۰)
  - باکلان معمولی، Phalacrocorax aristotelis
  - باکلان لجه‌ای یا باکلان برد، Phalacrocorax pelagicus
  - باکلان رخ‌سرخ، Phalacrocorax urile
  - باکلان صخره‌ای، Phalacrocorax magellanicus
  - باکلان گوآنا، Phalacrocorax bougainvillii
  - باکلان ابلق استرالیایی یا باکلان صورت‌زرد، Phalacrocorax varius
  - باکلان صورت‌سیاه، Phalacrocorax fuscescens
  - باکلان شاه، Phalacrocorax carunculatus 
  - باکلان جزیره استوارت، Phalacrocorax chalconotus
  - باکلان چاتهام، Phalacrocorax onslowi
  - باکلان اوکلند، Phalacrocorax colensoi
  - باکلان کمپبل، Phalacrocorax campbelli
  - باکلان جزیره بانتی، Phalacrocorax ranfurlyi
  - باکلان شاهنشاه، یا باکلان چشم‌آبی، Phalacrocorax atriceps
    - باکلان شکم‌سفید، Phalacrocorax atriceps albiventer

  - باکلان جنوبگان، Phalacrocorax bransfieldensis
  - باکلان جورجیای جنوبی، Phalacrocorax georgianus
  - باکلان جزیره هرد، Phalacrocorax nivalis
  - باکلان کروزه، Phalacrocorax melanogenis
  - باکلان کرگولن، Phalacrocorax verrucosus
  - باکلان مک‌کواری، Phalacrocorax purpurascens
  - باکلان پاسرخ، Phalacrocorax gaimardi
  - باکلان خالدار Phalacrocorax punctatus
  - باکلان جزیره پیت،  Phalacrocorax featherstoni
  - باکلان ابلق کوچک، Phalacrocorax melanoleucos
  - باکلان دم‌دراز،  Phalacrocorax africanus
  - باکلان تاجدار، Phalacrocorax coronatus
  - باکلان کوچک، Phalacrocorax niger
  - باکلان کوتوله، Phalacrocorax pygmaeus
  - باکلان بی‌پرواز، Phalacrocorax harrisi
- مارگردنان Anhingidae
  - مارگردن آمریکایی، Anhinga anhinga
  - مارگردن خاوری، Anhinga melanogaster
  - مارگردن آفریقایی، Anhinga rufa
  - مارگردن استرالزی، Anhinga novaehollandiae